# Bobby Thomas
Bobby Thomas (Kenosha, 7 de setembro de 1912 – Phoenix, 12 de novembro de 2008) foi um ciclista olímpico estadunidense. Representou sua nação na prova de velocidade nos Jogos Olímpicos de Verão de 1932.